# Керимов, Алыш Агаш оглы
Алыш Агаш оглы Керимов (азерб. Alış Ağaş oğlu Kərimov; 22 мая 1909 года, Аликасумлы, Бакинская губерния — ?) — советский азербайджанский хлебороб, Герой Социалистического Труда (1950).

## Биография
Родился 22 мая 1909 года в селе Аликасумлы Ленкоранского уезда Бакинской губернии (ныне — Джалилабадский район Азербайджана).
С 1936 года — тракторист, председатель колхоза имени А. Асланова. Позже — бригадир, а с 1970 года — рабочий совхоза имени Ази Асланова Джалилабадского района. В 1949 году получил урожай пшеницы 29,3 центнеров с гектара на площади 100 гектаров.
Указом Президиума Верховного Совета СССР от 17 августа 1950 года за получение высоких урожаев пшеницы в 1949 году Керимову Алышу Агаш оглы присвоено звание Героя Социалистического Труда с вручением ордена Ленина и золотой медали «Серп и Молот».
Активно участвовал в общественной жизни Азербайджана. Член КПСС с 1940 года.